# WTA de Prostějov
O WTA de Prostějov – ou Nokia Cup, na última edição – foi um torneio de tênis profissional feminino, de nível WTA Tier IV.
Realizado em Prostějov, no centro-leste da República Tcheca, estreou em 1999 e durou uma edição. Os jogos eram disputados em quadras de carpete cobertas durante o mês de fevereiro.

## Finais

### Simples
| Ano  | Campeã           | Vice-campeã   | Resultado |
| ---- | ---------------- | ------------- | --------- |
| 1999 | Henrieta Nagyová | Silvia Farina | 7–62, 6–4 |

### Duplas
| Ano  | Campeãs                          | Vice-campeãs                    | Resultado     |
| ---- | -------------------------------- | ------------------------------- | ------------- |
| 1999 | Alexandra Fusai Nathalie Tauziat | Květa Hrdličková Helena Vildová | 3–6, 6–2, 6–1 |